# Château de la Folletière
Le château de la Folletière est une demeure datant du XVIe siècle, qui se dresse sur le territoire de la commune française de Neuilly dans le département de l'Eure, en région Normandie.
Le château est partiellement inscrit au titre des monuments historiques.

## Localisation
Le château de la Folletière est situé, sur les bords de l'Eure, à 1,3 km au nord de l'église Saint-Denis sur la commune de Neuilly, dans le département français de l'Eure.

## Historique
Le château est construit vers 1580 par la famille de Loubert.

## Description
Le château se présente sous la forme d'un bâtiment de type ramassé cantonné d'échauguettes et couvert de grands toits indépendants à la française.

## Protection
Les façades et toitures ; les prairies qui entourent le château ; le parc ; le bâtiment en pans de bois des communs et cours d'eau alimenté par l'Eure sont inscrits au titre des monuments historiques par arrêté du 22 mai 1951.